# Antonio de la Cuesta y Sáinz
Pour les articles homonymes, voir Cuesta (homonymie) et Sainz.
Antonio de la Cuesta y Sáinz (Burgos, 1864 - Madrid, 1924) était un journaliste et poète espagnol. Écrivain prolifique, ses œuvres vont des articles et des essais aux poèmes et nouvelles. Résidant à Bilbao, il a dirigé le journal traditionaliste "La Cantabria" et a fondé et dirigé le magazine religieux "El Pan de los Pobres". Il a été décoré de la croix pro Ecclesia et Pontifice par le Pape.

## Biographie
Ses parents étaient Pedro de la Cuesta y Rodríguez, officier de l'armée carliste, et María Sáinz y Fernández, originaire de Salamanque. Tous deux furent exilés à Burgos, où ils eurent au moins 3 enfants. Son frère aîné Pedro a servi en tant que juge à Cuba, à Madrid et en Guinée équatoriale, et a été lieutenant dans l'armée royale des Caraïbes. Son frère cadet Julio était également lieutenant à Cuba et est décédé à Malabo en 1908.
Antonio de la Cuesta est né en 1864 à Los Balbases. Il épousa l'alavaise Santa de Urquiza y Amézaga à Bilbao. Le couple eut deux enfants, Antonio et María,.
Antonio suivit les traces de son père en devenant traditionaliste et débuta ses activités politiques au sein de la Communion traditionaliste, rejoignant plus tard la scission intégriste sous la direction de Ramón Nocedal en 1888.
À la suite de l'exhortation papale, de la Cuesta consacra son activité littéraire à la promotion de la morale et de la philosophie catholiques en tant qu'auteur de contes, de nouvelles et de poèmes. Il dirigea le journal traditionaliste "La Cantabria" entre 1892 et 1897.
De la Cuesta chercha également à promouvoir le catholicisme à travers son magazine "El Pan de los Pobres". Fondée le 13 avril 1886, cette publication avait pour objectifs de favoriser la dévotion à Saint Antoine de Padoue et de contribuer à la formation intellectuelle des catholiques en Espagne. Ses descendants cédèrent ultérieurement la propriété du magazine en 1976 à la Société de Saint Vincent de Paul, qui continue de le publier à ce jour.
Antonio de la Cuesta y Sáinz décéda à Madrid en 1924 des suites de sa maladie cardio-respiratoire alors qu'il voyageait vers le sud sur ordre de son médecin, qui lui avait prescrit d'éviter le climat froid de Bilbao. Il fut inhumé avec sa famille au Cimetière de Begoña.

## Œuvres

### Presse
Il collabora avec les médias de presse suivants (liste non exhaustive) :
- El Siglo Futuro
- Los Apuntes: revista semanal independiente
- El Eco de Ciudadela
- La Victoria: semanario de Béjar
- La Defensa: diario de avisos y noticias
- La Vega del Segura: defensor de los intereses morales y materiales de la región.
- La Lid Católica.
- El Grano de Arena: revista católica consagrada al Corazón de Jesús.

### Nouvelles
- Concha y Loreto. Colecc. Biblioteca Familiar. Lecturas morales y recreativas. Imp. de la Casa de Misericordia (Bilbao, 1899)
- El Alacrán. Colecc. Biblioteca Familiar. Lecturas morales y recreativas. Imp. de la Casa de Misericordia (Bilbao, 1899)

### Poésie
- Rosas y Espinas. Colección de Poesías.(Valladolid, 1899)
- A la Virtud: Oda Imp. de la Casa de Misericordia (Bilbao, 1899)
- Algo de Arriba: Poesías...'  Imp. de la Casa de Misericordia (Bilbao, 1904)

### Littérature religieuse
- La Adoración Nocturna. Imp. Florentino de Elosu (Durango, 1905)
- La mujer rehabilitada por María : Sintético estudio histórico-crítico.... Imp. Florentino de Elosu (Durango, 1906)

### Théâtre
- Hasta la honra se compra. Drama en verso (en tres actos). (Valladolid, 1860)

## Distinctions honorifiques
- Sainte Croix Pro Ecclesia et Pontifice  (Saint-Siège)